# Johan Fredrik Hammer
Johan Fredrik Hammer, född april 1760, var en svensk trumpetare vid Kungliga hovkapellet.

## Biografi
Johan Fredrik Hammer föddes 1760. Han var son till kocken Abraham Hammer hos kung Adolf Fredrik. Hammer var från 1792 till 1806 trumpetare vid Kungliga hovkapellet i Stockholm.

### Familj
Hammer var gift med Benedicta Bletz (1755–1794).